# جاناتان فامری
جاناتان فامری (انگلیسی: Jonathan Famery؛ زادهٔ ۱۳ ژوئیه ۱۹۸۸) بازیکن فوتبال است.